# Chiesa del Santissimo Salvatore (Arsoli)
La chiesa del Santissimo Salvatore è la parrocchiale di Arsoli, in città metropolitana di Roma Capitale e diocesi di Tivoli; fa parte della quarta vicaria.

## Storia
L'originario luogo di culto arsolese nella seconda metà del XVI secolo risultava versare in cattive condizioni ed essere insufficiente a soddisfare le esigenze dei fedeli, come testimoniato anche nella relazione della visita pastorale del 1566 del vescovo di Tivoli Giovanni Andrea Croce.
Nel 1574 il paese venne acquistato dal nobile romano Fabrizio Massimo, il quale promosse una generale rinascita del borgo. In quest'ottica nel 1580 iniziarono i lavori di ricostruzione della parrocchiale su progetto del lombardo Giacomo della Porta; l'anno successivo, in occasione della visita del canonico don Egidio Gallo, legato del vescovo di Faenza Annibale Grassi, la chiesa risultava ancora priva del tetto e del pavimento, mentre negli altri aspetti era già completa.
Nel 1931 si procedette all'aggiunta della cappella laterale della Nostra Signora di Guadalupe, mentre nel 1945 fu la volta di quella del Sacro Cuore di Gesù.
L'adeguamento liturgico in ossequio alle norme postconciliari venne condotto nel 1974 e previde l'aggiunta, nel presbiterio, dell'altare rivolto verso l'assemblea.

## Descrizione

### Esterno
La facciata a capanna della chiesa, rivolta a oriente, è suddivisa da una cornice marcapiano modanata in due registri, entrambi scanditi da quattro paraste; quello inferiore presenta centralmente il portale d'ingresso timpanato e ai lati due nicchie vuote, mentre quello superiore è caratterizzato da una finestra a tutto sesto, affiancata da colonnine, ed è coronato dal frontone triangolare.
Sopra il prospetto si imposta, sul lato sinistro, il campanile a pianta quadrata, la cui cella presenta su ogni lato una monofora ed è coronata dal tetto a quattro falde poggiante sul tamburo.

### Interno
L'interno dell'edificio si compone di un'unica navata, sulla quale si affacciano i bracci del transetto e le cappelle laterali, introdotti da archi a tutto sesto, e le cui pareti sono scandite da lesene d'ordine tuscanico sorreggenti la trabeazione modanata e aggettante sopra la quale si imposta la volta a botte; al termine dell'aula si sviluppa il presbiterio, rialzato di un gradino, ospitante l'altare maggiore e chiuso dalla parete di fondo piatta.
Qui sono conservate diverse opere di pregio, tra le quali la pala con soggetto la Trasfigurazione di Gesù, realizzata dal Domenichino, la tela ritraente il Miracolo operato da San Filippo Neri a Paolo Massimo, eseguita nel 1745 da Marco Benefial, il quadro della Nostra Signora di Guadalupe, risalente al XVIII secolo, e due dipinti d'ignoto autore raffiguranti rispettivamente la Flagellazione di Gesù e la Caduta sotto la Croce.